# Maurice Coyaud
« Coyaud » redirige ici. Pour l’article homophone, voir Coyau.
Maurice Coyaud (né le 7 juin 1934 à Hanoï (Tonkin, Indochine française) et décédé le 28 décembre 2015 à Quincy-sous-Sénart) est un linguiste français, spécialiste des langues et des cultures de l'Asie de l'Est.

## Carrière
Maurice Coyaud était directeur de recherche au CNRS depuis 1973, et membre du laboratoire LACITO de 1976 jusqu'à sa retraite en 1999. Également responsable des éditions P.A.F. (Pour l'Analyse du Folklore), il a publié de nombreux essais, romans, anthologies, traductions dont des traductions de nombreux haïkus. Il a été chargé d'inspection générale du chinois de 1979 à 1998.
Il était spécialiste du russe, du mandarin, du mongol, du birman, du tagalog, du coréen et du japonais.
M. Coyaud a notamment enseigné quatre ans à l'École polytechnique où il a créé l'enseignement de japonais, à l'INALCO (professeur de chinois en 1979-80), aux universités Paris-III, Paris-V, Paris-VII et Paris-X (professeur de linguistique) et à l'EHESS.

## Ouvrages
Maurice Coyaud a publié 73 ouvrages et pas moins de 119 publications dont :
- Études sur le lexique japonais de l'histoire naturelle et de la biologie, Presses Universitaires de France, 1974.
- Contes populaires de Corée, P.A.F., en collaboration avec Jin-Mieung Li, 1978.
- Fourmis sans ombre, le livre du Haiku, Phébus, 1978.
- Fêtes au Japon, Haiku, P.A.F., 1978. repris dans De fête en fête, P.A.F., 2000.
- Aubergines magiques (contes érotiques et légendes de Corée), en collaboration avec Jin-Mieung Li, P.A.F., 1980.
- L'empire du regard : mille ans de peinture japonaise, Phébus, 1981.
- Érables rougis (poésie sijo et contes de Corée), P.A.F., en collaboration avec Jin-Mieung Li, 1982.
- Contes, devinettes et proverbes du Japon, P.A.F. Pour l'analyse du folklore, 1984.
- L'ambiguïté en japonais écrit, P.A.F. Pour l'analyse du folklore, 1985.
- Les langues dans le monde chinois, P.A.F. Pour l'analyse du folklore, 3 tomes, 1987, 1992, 1994.
- Adieux au Japon, roman, P.A.F. Pour l'analyse du folklore, 1988.
- Adieux à la Chine (contes, calligraphies, poésies), P.A.F. Pour l'analyse du folklore, 1989.
- Grammaire du Japonais standard, et textes de Kyushu, P.A.F. Pour l'analyse du folklore, 1989.
- Initiation au Coréen (écrit et parlé), P.A.F. Pour l'analyse du folklore, en collaboration avec Jin-Mieung Li, 1990.
- Contes et légendes de Corée, en collaboration avec Jin-Mieung Li, P.A.F. Pour l'analyse du folklore, 1990.
- Faune et flore dans la poésie russe, P.A.F. Pour l'analyse du folklore, 1991.
- Poésies et contes du Japon, P.A.F. Pour l'analyse du folklore, 1993.
- Graphies et phonies, tome 1 : Systèmes d'écriture dans le monde P.A.F. "Pour l'analyse du folklore", 1995. Tome 2, Les langues dans le monde, P.A.F., 1997.
- Tigre et kaki (contes coréens), Gallimard, 1995.
- Tanka, haiku, renga, le triangle magique (anthologie bilingue de poésie japonaise), Belles Lettres, 1996[6],[7].
- Anthologie bilingue de la poésie classique chinoise, Belles Lettres, 1997.
- Poésie thaï, P.A.F. "Pour l'analyse du folklore", 1997.
- Vietnam, anthologie d'articles, P.A.F., 1998.
- Langues altaïques de Chine, P.A.F., 2000.
- Contes qazaq de Chine, P.A.F., 2000.
- Aux origines du monde - Contes et légendes du Japon, Flies France, 2001  (ISBN 9782910272104)
- Ogresses et moinillons, contes japonais d'Akita et Aomori, P.A.F., 2002.
- Bucoliques : Virgile et poètes chinois, P.A.F., 2003.(les poètes chinois sont publiés en texte original, transcription pinyin et traduction)
- L'homme qui volait au-dessus des arbres, Maurice Nadeau, 2003.
- Nageurs parmi les coraux, Véga et Altaïr, P.A.F., 2004.
- Sous la banquise, Maurice Nadeau, 2006.
- Forêts d'osmanthes (voyages en Turquie, Chine du sud : Guangxi, Yunnan du sud), P.A.F., 2007.
- Roses, Œillets d'Inde (voyages en Inde), P.A.F., 2008.
- Samsara, (voyages en Asie du sud-est et Russie), P.A.F., 2009.  (ISBN 2-902684-55-X)
- Aux origines du monde : Contes et légendes de Thaïlande, Flies France, 2009[8]